# 문징명
문징명(文徵明, 1470년~1559년)은 중국 명나라의 문인·화가이다. 장쑤 성 사람으로, 글씨와 그림에 능하였는데, 산수·화조를 잘 그렸다. 명나라 4대가의 한 사람으로 불린다. 작품으로 <혜산다회도>, 시문집으로 <보전집(甫田集)>이 있다.

## 졸정원
|                                                                              |                                                                                |
| 졸정원(拙政园)의 소비홍(小飞虹) 2009 -쑤저우(苏州) 졸정원 중부 (사진 韩笃一) | 졸정원(拙政园)의 소비홍(小飞虹) - 문징명(文徵明)의《拙政园图咏》중에서（1531） |

졸정원이있는 쑤저우는 문징명의 고향이다. 한편 문징명은 졸정원의 1510~1526년사이에 이루어진 16년간의 개보수 디자인에 참여하였다.

## 주요 작품

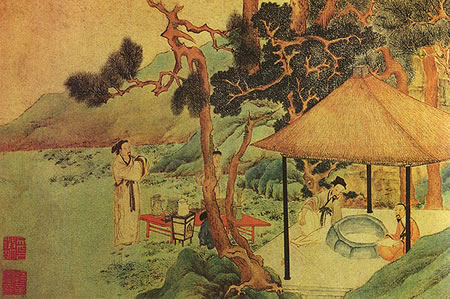
혜산다회도 (부분)

## 같이 보기
- 심주